# 仲川幸男
仲川 幸男（なかがわ ゆきお、1916年9月15日 - 2008年（平成20年）10月18日）は、日本の政治家。参議院議員（2期）。

## 来歴
愛媛県伊予郡南山崎村（現伊予市）出身。伊予実業学校（現愛媛県立伊予農業高等学校）卒業。松山市議会議員、愛媛県議会議員を経て1980年、青井政美の後任で愛媛県選挙区から自民党公認で参院選に出馬し当選。1986年の参院選にも再選。国会議員を務めた間に、農林水産政務次官、参議院文教委員会委員長、同農林水産委員長を歴任した。1992年の参院選には出馬せず、愛媛選挙区からは野間赳が当選した。引退後、山本順三に自分の後援会を提供した。愛媛県建設業協会長、自由民主党愛媛県連合会幹事長、愛媛県議会議長、全国高等学校PTA連合会会長も務めた。1993年春の叙勲で勲二等瑞宝章受章。
川柳家としても活動し、全日本川柳協会会長、同名誉会長を務め、伊予市立図書館に川柳コーナーを作るために協力した。沖縄川柳協会長として、全国で初めて川柳資料館（本部町の瀬底島）を建てた国吉司図子を川柳界に導いた。また、スキーに造詣が深く、愛媛県スキー協会長として、愛媛県内のウインタースポーツの競技力向上に努めた。引退後は咽頭癌を発症し、四国がんセンターで治療を受けた。2008年10月18日、悪性リンパ腫のため死去、92歳。死没日をもって正四位に叙される。

## 著書
- 『国会の換気扇』暁教育図書 1984年
- 『国会の換気扇 続』暁教育図書 1989年
- 『国会の換気扇 続続』暁教育図書 1992年
- 『忘れられた生命』葉文館出版 2000年
- 『21世紀へ駆ける日本川柳の群像』葉文館出版 2000年
- 『愛媛 この百年』愛媛新聞メディアセンター 2006年
- 『悠々閑々 がんに克つ』愛媛新聞メディアセンター編 愛媛新聞メディアセンター 2007年